# Mopsuestija
Mopsuestija ali Mopsuhestija (starogrško Μοψουεστία, Μόψου ἑστία, latinizirano: Mopsou(h)estia, srednjeveško grško Mamista, Manistra, Mampsista, arabsko al-Maṣīṣah, armensko Msis, Mises, Mam(u)estia) je starodavno mesto v Kilikiji Campestris na reki Piram (zdaj Ceyhan), ki leži približno 20 km vzhodno od starodavne Antiohije v Kilikiji (zdaj Adana, Turčija). Od mestnega pristanišča je reka plovna do več kot 40 km oddaljenega  Sredozemskega morja. Mesto, ki se je leta 1960 imenovalo Misis ali Mesis, se je takrat preimenovalo v Yakapınar.

## Zgodovina
Ustanovitev Mopsuestije se pripisuje vidcu Mopsu, po katerem je dobila ime. Videc, ki je živel pred trojansko vojno, se pred krščansko dobo komaj omenja. Ime pomeni Mopsova hiša. Plinij starejši je Mopsuestijo imenoval "svobodno mesto Mopsos". V Selevkidskem cesarstvu se je imenovala Selevkija ob Piramu (klasično grško Σελεύκεια πρὸς τὸν Πύραμον, Seleukeia pros ton Pyramon, latinsko Seleucia ad Pyramum), v rimskem času pa se je temu imenu odrekla. Novci in napisi kažejo, da se je pod Hadrijanom imenovala Hadriana, pod Decijem Decia itd. Konstancij II. je v mestu zgradil veličasten most čez reko Piram, ki ga je pozneje obnovil Justinijan I. Most je bil nedavno ponovno obnovljen. 
V bližini mesta je potekala bitka med Antiohom X. Evzebom, sinom Antioha IX. Kizicena, in Selevkom VI. Epifanom. Antioh je v bitki zmagal, Selevk pa se je zatekel v Mopsuestijo, kjer so ga meščani ubili. Njegova brata Antioh XI. in Filip I. sta iz maščevanja uničila Mopsuestijo. Njuni vojski sta se nato spopadli z vojsko Antioha X. in bili poraženi.
Zdi se, da je bilo v Mopsuestiji zelo zgodaj uvedeno krščanstvo. V 3. stoletju se omenja škof Teodor, nasprotnik Pavla iz Samosate. Slavna meščana iz zgodnjega krščanskega obdobja sta bila sveti Avksencij († 360) in Nestorjev učitelj Teodor, od leta 392 do 428 škof.  Škofija je še vedno na seznamu naslovnih sedežev katoliške cerkve. Mesto so skupaj z večjim delom Kilikije v poznih 630. letih izpod bizantinske oblasti osvojili Arabci. 
Leta 684 je Mopsuestijo zavzel cesar Konstantin IV. in pregnal majhno arabsko garnizijo. V bizantinski posesti je ostala do leta 703, ko so jo ponovno zavzeli Arabci. Arabci so obnovili utrdbe, zgradili mošejo in vzdrževali stalno garnizijo. Zaradi obmejne lege je mesto večkrat zamenjalo oblastnika. Leta 964 so ga neuspešno oblegale bizantinske čete Ivana I. Cimiska, naslednje leto pa ga je po dolgem in težkem obleganju zavzela vojska Nikiforja II. Fokasa.
Mopsuestija je takrat imela 200.000 prebivalcev, med katerimi so bili tudi muslimani, in Bizantinci so si prizadevali, da bi jih pokristjaniti. V zgodnjih 1090. letih so mesto zavzeli Turki, ki so jih leta 1097 izgnale križarske čete Tankreda Galilejskega. Tankred je mesto s  strateško pomembnim pristaniščem priključil k svoji Kneževini Antiohiji. Mesto je kasneje zelo trpelo zaradi medsebojnih vojn med križarji, Armenci in Grki, zlasti leta 1106, 1132 in 1137, ko je prehajalo iz rok v roke. Leta 1151–1152 je mesto zavzel armenski baron Toros II. in odbil grški protinapad pod vodstvom Andronika I. Komnena. Leta 1266, 1275 in 1322 so ga oropali in za kratek čas zavzeli Mameluki. Armenci so Benečanom in Genovežanom dovolili, da imajo v bližini pristanišča skladišča za shranjevanje blaga, pripeljanega iz Indije. Mameluki so leta 1347 dokončno pregnali Armence.
Mesto je bilo prizorišče več cerkvenih koncilov in imelo štiri armenske cerkve. Ggrška škofija je obstajala še v začetku 14. stoletja. Leta 1432 je Francoz Bertrandon poročal, da mestu vladajo muslimani in da je v veliki meri uničeno. 
Leta 1515 je sultan Selim I. Mopsuestijo in celotno Kilikijo vključil v Osmansko cesarstvo. Od takrat je postopoma propadala in postala majhna vasica Misis, ki so jo v 60. letih 20. stoletja preimenovali v Yakapınar. Ohranjeni so le fragmenti srednjeveških utrdb. Sredi 19. stoletja pa je bila izdelana jedkanica obzidja in stolpov. V Yakapınarju je bil leta 1959 ustanovljen Muzej mozaikov, v katerem so na ogled mozaiki, najdeni na tem območju, vključno s slavnim Samsonovim mozaikom. 
Victor Langlois je zapisal, da je v mestu našel čudovit grški napis, ko ga je poskušal prenesti v Francijo, pa mu je padel v reko Piram.

## Pomembni krajani
- Herakleid (starogrško Ἡρακλείδης), slovničar[8][20]
- Teodor iz Mopsuestije, škof v Mopsuestiji
- Avksencij Mopsuestijski, škof Mopsuestije

## Vira
- Hild, Friedrich; Hellenkemper, Hansgerd (1990). Tabula Imperii Byzantini, Band 5: Kilikien und Isaurien (v nemščini). Vienna: Verlag der Österreichischen Akademie der Wissenschaften. ISBN 3-7001-1811-2.
- Siméon Vailhé. Mopsuestia. Enciklopedija Britannica, vol. 10.